# Смит, Шарлотта Тёрнер
Шарлотта Тёрнер Смит (до замужества — Тёрнер) (англ. Charlotte Turner Smith; 4 мая 1749, Лондон, — 28 октября 1806, Тилфорд, Суррей) — английская поэтесса и писательница, переводчица

. Представитель романтизма.

## Биография

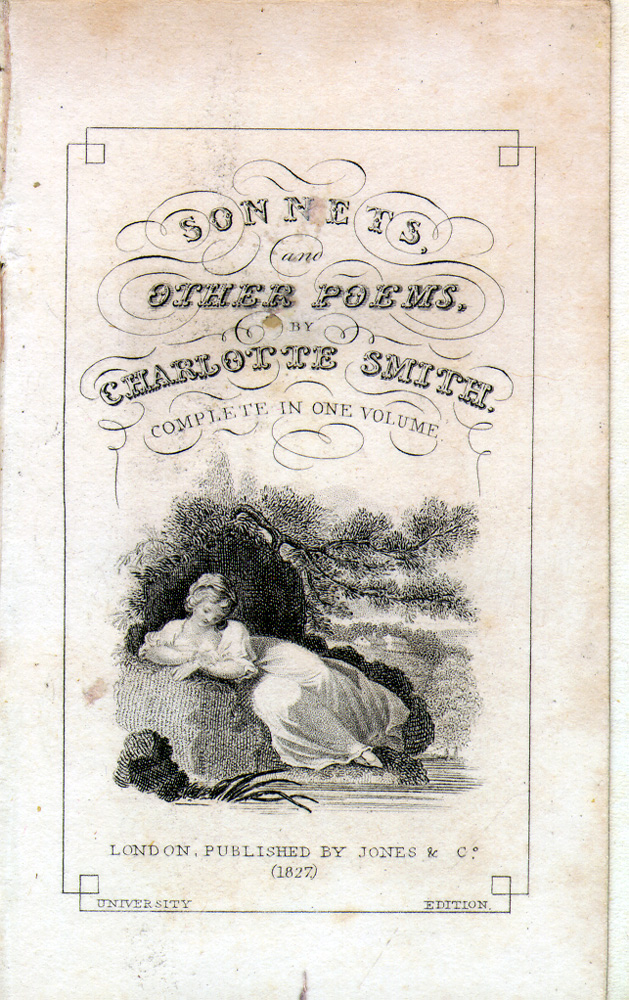
Sonnets With Other Poems. 1827

Дочь землевладельца. Получила типичное образование для девушки из богатой семьи конца XVIII века. В связи с ранней смертью матери, воспитывалась в семье тётки. В 15-летнем возрасте вышла замуж за Бенджамина Смита, сына богатого торговца и директора Ост-Индской компании Ричарда Смита. В браке родила 12 детей, из которых только шесть выжили.
Муж промотал состояние, полученное в наследство от отца и часть денег жены, оказался в долговой тюрьме. После того, как Шарлотта оплатила долги мужа, семья бежала во Францию, скрываясь от кредиторов. В 1785 году семья вернулась в Англию. Отношения Смит с мужем не улучшились и в апреле 1787 года, после двадцати двух лет брака, она оставила его. В 1806 году бывший муж умер в долговой тюрьме, и Смит, наконец, получила часть денег, принадлежащих ей.
Много лет страдала от подагры. В конце жизни была почти парализованной.
Умерла в 1806 году.

## Творчество
Внесла большой вклад в возрождение английского сонета, развитие готической литературы и сентиментальных дамских романов.
В 1784 году опубликовала сборник «Элегических сонетов» («Elegiac sonnets»). Испытала влияние С. Ричардсона и А. Прево, чей роман «Манон Леско» перевела на английский язык.
Романы Ш. Смит относятся к семейно-нравоописательному жанру и связаны с конфликтами, порожденными феодальными отношениями. В первом романе «Эммелина, или Сирота из замка» («Emmeline, or the Orphan of the castle», v. 1-4, 1788) показана судьба подкинутого ребёнка, жертвы жестоких аристократов. В романе «Десмонд» («Desmond», v. 1-3, 1792) Ш. Смит выступает за право женщины самой решать свою судьбу, против насилия над личностью; при этом герой романа выражает сочувствие идеям французской революции. В лучшем романе Смит «Старый помещичий дом» («Old manor house», v. 1-4, 1793) выражено критическое отношение не только к сословным предрассудкам и моральной нечистоплотности земельного дворянства, но и к новоявленной буржуазии. Некоторые книги Ш. Смит автобиографичны.
Произведения Смит, отмеченные влиянием готического романа и сентиментализма, характерны для заключительного этапа английского Просвещения.
В течение своей карьеры, Ш. Смит опубликовала десять романов, три сборника поэзии, четыре детские книги и другие разнообразные произведения. В первую очередь Ш. Смит считала себя поэтессой, произведения которой считала самой возвышенной формой литературы.

## Избранные произведения
- Elegiac Sonnets (1784)
- The Romance of Real Life (1786)
- Emmeline; or The Orphan of the Castle (роман, 1788)
- Ethelinde; or the Recluse of the Lake (роман, 1789)
- Celestina (роман, 1791)
- Desmond (роман, 1792)
- The Emigrants (стихи, 1793)
- The Old Manor House (роман, 1793)
- The Wanderings of Warwick (роман, 1794)
- The Banished Man (роман, 1794)
- Montalbert (роман, 1795)
- Marchmont (роман, 1796)
- The Young Philosopher (роман, 1798)
- Beachy Head; With Other Poems (стихи, 1807)